# Кінг Відор
Кінг Веліс Відор (англ. King Wallis Vidor; 8 лютого 1894, Галвестон — 1 листопада 1982, Пасо-Роблс) — американський кінорежисер, сценарист. Перший (з 1936 по 1939 рік) президент Гільдії режисерів Америки.

## Фільмографія
- 1924 — Дружина кентавра
- 1925 — Великий парад
- 1925 — Горда плоть
- 1926 — Барделіс Прекрасний
- 1928 — Люди мистецтва
- 1928 — Натовп
- 1928 — Люди мистецтва
- 1928 — Патсі
- 1929 — Алілуя!
- 1930 — Біллі Кід
- 1931 — Чемпіон
- 1935 — Шлюбна ніч
- 1956 — Війна і мир